# 瓦尔什河
瓦尔什河（法語：Warche，法語發音：[waʁʃ]）是比利时瓦隆大区列日省的河流，是昂布莱沃河的右支流，长41千米。